# 기바 마사오
기바 마사오(일본어: 木場 昌雄 1974년 9월 6일 ~ )는 일본의 전 축구 선수이다.

## 구단 경력
과거 감바 오사카, 아비스파 후쿠오카에서 활동하였다.